# Isabelle Nanty
Isabelle Nanty (n. 21 de enero de 1962, Verdún, Meuse), es una actriz, directora de cine y directora teatral francesa.

## Biografía
Tiene antepasados noruegos por parte materna, que procede de la ciudad de Narvik. Vivió toda su infancia en un pequeño pueblo llamado "Mussey".
Ha realizado una importante carrera teatral como actriz y directora de escena (destacando por one man show de humoristas).
Es profesora en el Cours Florent durante varios años y descubre a los miembros del grupo de Robins des bois.
En el cine, interpreta normalmente papeles secundarios.
Isabelle ha adoptado una niña, Tallulah nacida en 2002.
Está casada con el actor Dominique Pinon.
En 2003, dirigió su primera película, Le Bison (et sa voisine Dorine), en la que actúa junto a su antiguo ayudante del Cours Florent, Édouard Baer.

## Filmografía
Como actriz
- 1983: Les Planqués du régiment, de Michel Caputo.
- 1983: Le Faucon, de Paul Boujenah – la locutora de radio.
- 1985: Rouge baiser, de Véra Belmont – Jeanine.
- 1986: Un moment d'inattention (télévision), de Liliane de Kermadec – Claudine
- 1986: Les Aventuriers du Nouveau-Monde, feuilleton télévisé de Allan Kroeker, Pierre Lary y Victor Vicas – Bernadette
- 1986: On a volé Charlie Spencer !, de Francis Huster – la pequeña rubia
- 1987: La Passion Béatrice, de Bertrand Tavernier – la narradora
- 1987: Vent de panique, de Bernard Stora.
- 1988: Preuve d'amour, de Miguel Courtois – Anne-Marie
- 1989: Les Deux Fragonard, de Philippe Le Guay – Lisette
- 1990: Tatie Danielle, de Étienne Chatiliez – Sandrine Vonnier
- 1990: L'Autrichienne, de Pierre Granier-Deferre – Reine Milliot
- 1992: La Belle Histoire, de Claude Lelouch – Isabelle
- 1992: Sexes faibles !, de Serge Meynard – Douce Mamirolle
- 1993: Los visitantes, de Jean-Marie Poiré – Fabienne Morlot
- 1993: Départ en vacances, cortometraje de Daniel Delume – Mama
- 1994: La Folie douce, de Frédéric Jardin – Gloria
- 1994: Les Amoureux, de Catherine Corsini – Maryline
- 1994: Pourquoi maman est dans mon lit ?, de Patrick Malakian.
- 1995: Le bonheur est dans le pré, de Étienne Chatiliez – una obrera
- 1996: La Femme de la forêt, telefilm en deux parties de Arnaud Sélignac – Valentine
- 1996: Le Secret d'Iris, telefilm de Élisabeth Rappeneau – Évelyne
- 1996: Chassés-croisés, telefilm de Denys Granier-Deferre – Antoinette
- 1997: Qui va Pino va sano, corto-metraje de Fabrice Roger-Lacan – Anne-France, la asistenta.
- 1997: L'Agence Lambert, ficción televisiva cómica de corto metraje de Étienne Labroue.
- 1997: Ça reste entre nous, de Martin Lamotte – Martine
- 1998: Moi, j'ai pas la télé, corto-metraje de Pauline Baer – la madre
- 1998: Serial Lover, de James Huth – Isabelle
- 1999: L'Origine de la tendresse, cortometraje de Alain-Paul Mallard
- 2000: L'Envol, de Steve Suissa – la consejera artística.
- 2000: Les Frères Sœur, de Frédéric Jardin – Marion
- 2000: La Bostella, de Édouard Baer – Mathilda, la productora
- 2001: Amélie, de Jean-Pierre Jeunet – Georgette
- 2001: 17 rue Bleue, de Chad Chenouga – Françoise
- 2002: Astérix y Obélix: Misión Cleopatra (2002), de Alain Chabat – Itinéris
- 2002: 3 zéros, de Fabien Onteniente – Sylvie
- 2002: Au suivant !, corto-metraje de Jeanne Biras – Jo
- 2002: À l'abri des regards indiscrets, corto-metraje de Ruben Alves y Hugo Gélin – la madre rica
- 2002: Édouard est marrant, corto-metraje de Riton Liebman – Ella misma
- 2003: Toutes les filles sont folles, de Pascale Pouzadoux – Vanille
- 2003: Le Bison (et sa voisine Dorine), de Isabelle Nanty – Dorine
- 2004: Pas sur la bouche, de Alain Resnais – Arlette Poumaillac
- 2004: Casablanca Driver, de Maurice Barthélémy – Léa
- 2004: L'Adoption, moyen-métrage de Alain-Paul Mallard
- 2004: J'me sens pas belle, de Bernard Jeanjean – Charlotte, llamada Chonchon (voz, no aparece en pantalla)
- 2006: Essaye-moi, de Pierre-François Martin-Laval – la madre de Jacqueline
- 2006: Desacuerdo perfecto, de Antoine de Caunes – Borgeaud
- 2008: Disco, de Fabien Onteniente – La barones Jaqueline Bouchard de la Mariniere
- 2006: Agathe Cléry de Étienne Chatiliez – Joëlle
- 2009: Incognito de Éric Lavaine – Alexandra
- 2009: King Guillaume, un peu moins conquérant de Pierre-François Martin-Laval - Paméla Gisèle
- 2009: Trésor: Brigitte
- 2009: Au siècle de Maupassant: Contes et nouvelles du XIXème siècle- Julie Follavoine (1 episodio.- On purge bébé)

Como directora
- 2003: Le Bison (et sa voisine Dorine)

Como directora de escena
- 2003: Le Bison (et sa voisine Dorine), de Isabelle Nanty.
- 2006: Essaye-moi, de Pierre-François Martin-Laval.

## Teatro
Como actriz
- 1984: Le Sablier de y puesta en escena por Nina Companeez, en el Teatro Antoine.
- 1987: Richard de Gloucester de William Shakespeare, puesta en escena por Francis Huster, en el Teatro Renaud-Barrault.
- 1987: Don Juan de Molière, puesta en escena por Francis Huster, Teatro Renaud-Barrault.
- 1988: La Vie singulière d'Albert Nobbs de Simone Benmussa.
- 1992: Saloperies de merde de Michaël Cohen, puesta en escena del autor, Teatro de Trévise.
- 1993: La Mouette de Tchekhov, puesta en escena Isabelle Nanty, Teatro de Nice.
- 1995: Le Tartuffe de Molière, puesta en escena Jacques Weber, Teatro de Nice, Teatro Antoine.
- 1996: Robin des Bois, d'à peu près Alexandre Dumas  de Pierre-François Martin-Laval y Marina Foïs.
- 1997: Le Goût de la hiérarchie de Edouard Baer, puesta en escena del autor, Teatro Galabru.
- 1998: Du Désavantage du vent creación colectiva, puesta en escena Éric Ruf, CDN Bretaña, Teatro de Lorient.
- Les loutres ne jouent pas du ukulélé, puesta en escena Pierre-François Martin-Laval.
- 2008: Les Deux Canards de Tristan Bernard y Alfred Athis, puesta en escena Alain Sachs, Teatro Antoine.
- 2009: Les Deux Canards de Tristan Bernard y Alfred Athis, puesta en escena Alain Sachs, Teatro Antoine.

Como productora teatral
- 1993: La Mouette de Tchekhov, Teatro de Nice.
- 1997: Décalages, premier one man show de Gad Elmaleh.
- 2001: La Vie normale de Gad Elmaleh.
- 2001: Cravate club, de Fabrice Roger-Lacan con Charles Berling, Edouard Baer, Teatro de la Gaîté-Montparnasse.
- 2006: Arthur en vrai, primer one man show de Arthur.
- 2006: Aujourd'hui, c'est Ferrier, primer one man show de Julie Ferrier.
- 2007: Irrésistible de Fabrice Roger-Lacan con Virginie Ledoyen y Arié Elmaleh, Teatro Hébertot.